# ألفريدو مارتيني
ألفريدو مارتيني (بالإيطالية: Alfredo Martini) ولد بتاريخ 18 فبراير 1921 في سستو فيورنتينو، إيطاليا، وتوفي في 28 أغسطس 2014 في سستو فيورنتينو، إيطاليا، كان دراج إيطالي.

## سجل النتائج

### سباقات أو مراحل فاز بها
- طواف إيطاليا

## روابط خارجية
- ألفريدو مارتيني على موقع ميوزك برينز (الإنجليزية)